# La Vérité à tout prix

La Vérité à tout prix (The Shannon Mohr Story) est un téléfilm américain réalisé par John Cosgrove, diffusé le 9 novembre 1993.

## Synopsis
Une jeune femme se marie avec un riche fermier. Nageant tout d'abord dans le bonheur, sa vie tourne au cauchemar jusqu'à ce qu'elle meure des suites d'une chute de cheval...

## Fiche technique
- Titre original : The Shannon Mohr Story
- Réalisation : John Cosgrove
- Scénario : Bryce Zabel
- Durée : 90 minutes
- Pays :  États-Unis

## Distribution
- Dwight Schultz : Dave Davis
- Bonnie Bartlett : Lucille Mohr
- Andy Romano : Bob Mohr
- Sally Murphy : Shannon Mohr Davis
- Dennis Boutsikaris (VF : Jean Barney) : Jack Mandel
- Michael O'Neill : Dick Britton
- Ann Cusack : Annie Britton
- Gregg Henry (VF : Mario Santini) : l'inspecteur Don Brooks
- Andrea Parker (VF : Maïté Monceau) : une ex-petite amie de Dave
- Stephanie Dunnam : Alana
- Wendy Gazelle : Jerry
- Mark Moses (VF : Alexandre Gillet) : Charlie
- Cara Buono (VF : Brigitte Aubry) : Tracey Lien
- Dion Anderson (VF : Richard Leblond) : l'avocat de la défense
- Eddie Jones (VF : Benoît Allemane) : le procureur général